# Przechlewo (gmina)
Przechlewo – gmina wiejska w województwie pomorskim, w powiecie człuchowskim. W latach 1975–1998 gmina położona była w województwie słupskim.
W skład gminy wchodzi 14 sołectw: Dąbrowa Człuchowska, Garbek, Lisewo, Łubianka, Nowa Wieś, Pakotulsko, Pawłówko, Płaszczyca, Przechlewko, Przechlewo, Rudniki, Sąpolno, Szczytno, Żołna
Siedziba gminy to Przechlewo.
Według danych z 2017 roku gminę zamieszkiwało 6378 osób.

## Struktura powierzchni
Według danych z roku 2002 gmina Przechlewo ma obszar 243,88 km², w tym:
- użytki rolne: 35%
- użytki leśne: 52%

Gmina stanowi 15,49% powierzchni powiatu.

## Demografia
Tab. 1. Dane demograficzne z 31 grudnia 2017 roku:
| Opis                              | Ogółem | Ogółem | Kobiety | Kobiety | Mężczyźni | Mężczyźni |
| --------------------------------- | ------ | ------ | ------- | ------- | --------- | --------- |
| Jednostka                         | osób   | %      | osób    | %       | osób      | %         |
| Populacja                         | 6 378  | 100    | 3 136   | 49,2    | 3 242     | 50,8      |
| Gęstość zaludnienia [mieszk./km²] | 26     | 26     | 12      | 12      | 14        | 14        |

## Miejscowości

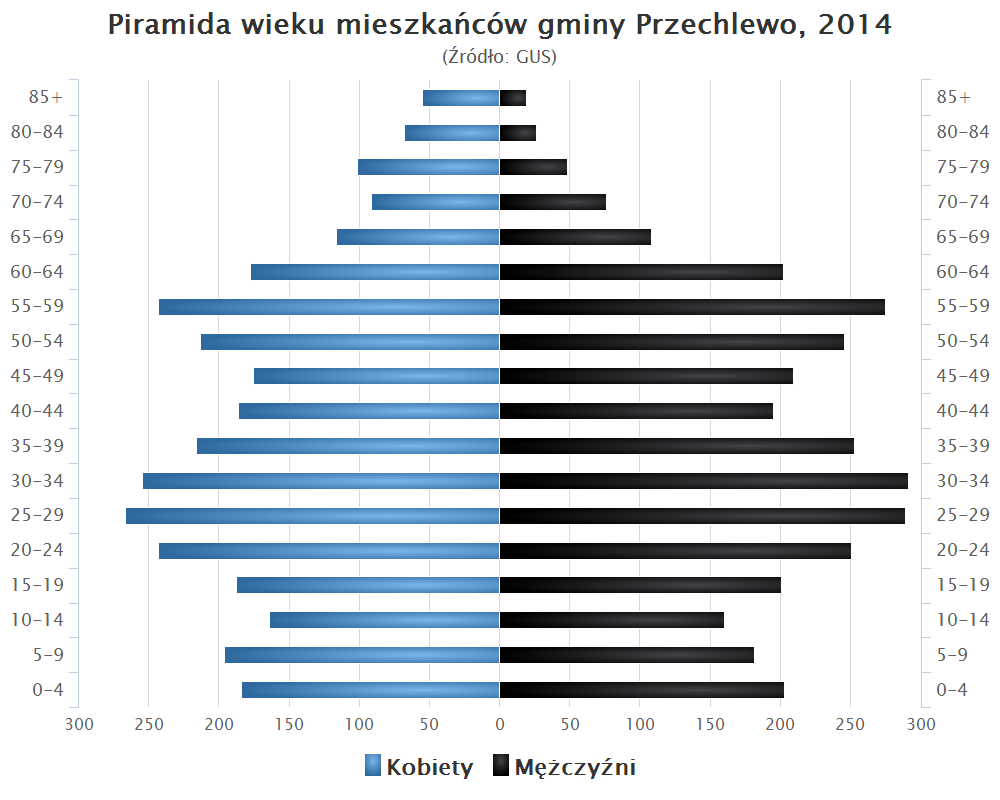
Piramida wieku mieszkańców gminy Przechlewo w 2014 roku

| Tab. 2. Miejscowości podstawowe oraz ich integralne części w administracji gminy Przechlewo z wyrażeniem ich położenia.                                                                   | Tab. 2. Miejscowości podstawowe oraz ich integralne części w administracji gminy Przechlewo z wyrażeniem ich położenia. | Tab. 2. Miejscowości podstawowe oraz ich integralne części w administracji gminy Przechlewo z wyrażeniem ich położenia. | Tab. 2. Miejscowości podstawowe oraz ich integralne części w administracji gminy Przechlewo z wyrażeniem ich położenia. | Tab. 2. Miejscowości podstawowe oraz ich integralne części w administracji gminy Przechlewo z wyrażeniem ich położenia. |
| Identyfikator SIMC | Nazwa miejscowości | Rodzaj miejscowości | Miejscowość podstawowa /statystyczna                                                                                    | Położenie geograficzne                                                                                                  |
| --- | --- | --- | --- | --- |
| 0749873 | Czosnowo | przysiółek wsi | Sąpolno | 53°47′55″N 17°21′51″E/53,798611 17,364167                                                                               |
| 0749650 | Dąbrowa Człuchowska | wieś | | 53°48′44″N 17°17′39″E/53,812222 17,294167                                                                               |
| 0749689 | Dobrzyń | osada | Lisewo | 53°44′36″N 17°14′10″E/53,743333 17,236111                                                                               |
| 0749933 | Dolinka | osada | Szczytno | 53°47′28″N 17°12′24″E/53,791111 17,206667                                                                               |
| 0749666 | Garbek | wieś | | 53°50′33″N 17°20′11″E/53,842500 17,336389                                                                               |
| 0749710 | Jarzębnik | kolonia | Nowa Wieś | 53°51′56″N 17°19′35″E/53,865556 17,326389                                                                               |
| 1014323 | Jemielno | część osady | Płaszczyca | 53°47′07″N 17°19′54″E/53,785278 17,331667                                                                               |
| 0749778 | Kleśnik | kolonia | Pawłówko | 53°44′16″N 17°13′15″E/53,737778 17,220833                                                                               |
| 0749755 | Koprzywnica | osada | Pakotulsko | 53°46′30″N 17°10′29″E/53,775000 17,174722                                                                               |
| 0749726 | Krasne | kolonia | Nowa Wieś | 53°51′47″N 17°17′43″E/53,863056 17,295278                                                                               |
| 0749962 | Lipczynek | osada leśna | Żołna | 53°52′50″N 17°15′34″E/53,880556 17,259444                                                                               |
| 0749672 | Lisewo | wieś | | 53°46′00″N 17°15′48″E/53,766667 17,263333                                                                               |
| 0749695 | Łubianka | wieś | | 53°49′37″N 17°14′29″E/53,826944 17,241389                                                                               |
| 0749732 | Miroszewo | osada | Nowa Wieś | 53°50′49″N 17°19′00″E/53,846944 17,316667                                                                               |
| 0749821 | Nowa Brda | osada | Przechlewko | 53°52′43″N 17°12′20″E/53,878611 17,205556                                                                               |
| 0749703 | Nowa Wieś | wieś | | 53°50′48″N 17°18′09″E/53,846667 17,302500                                                                               |
| 0749784 | Nowiny | kolonia | Pawłówko | 53°44′04″N 17°19′23″E/53,734444 17,323056                                                                               |
| 0749749 | Pakotulsko | osada | Pakotulsko | 53°47′52″N 17°11′53″E/53,797778 17,198056                                                                               |
| 0749761 | Pawłówko | wieś | | 53°44′19″N 17°16′52″E/53,738611 17,281111                                                                               |
| 0749809 | Płaszczyca | osada | Płaszczyca | 53°46′51″N 17°19′52″E/53,780833 17,331111                                                                               |
| 0749838 | Przechlewko | osada leśna | Przechlewko | 53°50′22″N 17°14′49″E/53,839444 17,246944                                                                               |
| 0749815 | Przechlewko | wieś | | 53°51′08″N 17°15′20″E/53,852222 17,255556                                                                               |
| 0749844 | Przechlewo | wieś | | 53°48′02″N 17°15′09″E/53,800556 17,252500                                                                               |
| 0749850 | Rudniki | wieś | | 53°49′32″N 17°10′11″E/53,825556 17,169722                                                                               |
| 0749867 | Sąpolno | wieś | | 53°48′25″N 17°20′09″E/53,806944 17,335833                                                                               |
| 0749896 | Suszka | osada | Suszka | 53°49′42″N 17°08′39″E/53,828333 17,144167                                                                               |
| 0749927 | Szczytno | osada | Szczytno | 53°46′08″N 17°13′39″E/53,768889 17,227500                                                                               |
| 0749979 | Szyszka | osada leśna | Żołna | 53°55′30″N 17°12′38″E/53,925000 17,210556                                                                               |
| 0749904 | Trzęsacz | osada leśna | Suszka | 53°49′20″N 17°08′20″E/53,822222 17,138889                                                                               |
| 0749790 | Wandzin | osada | Pawłówko | 53°44′53″N 17°19′43″E/53,748056 17,328611                                                                               |
| 0749910 | Wiśnica | osada leśna | Suszka | 53°49′15″N 17°06′28″E/53,820833 17,107778                                                                               |
| 1014330 | Zadroże | część wsi | Garbek | 53°51′02″N 17°19′42″E/53,850556 17,328333                                                                               |
| 0749940 | Zawada | osada | Szczytno | 53°46′24″N 17°12′59″E/53,773333 17,216389                                                                               |
| 1014346 | Zbrzyca | część wsi | Przechlewo | 53°47′41″N 17°14′04″E/53,794722 17,234444                                                                               |
| 0749880 | Zdrójki | kolonia | Sąpolno | 53°48′15″N 17°18′26″E/53,804167 17,307222                                                                               |
| 0749956 | Żołna | osada | Żołna | 53°54′25″N 17°14′38″E/53,906944 17,243889                                                                               |
| Źródła: Wykaz urzędowych nazw miejscowości i ich części (xls),Dz.U. z 2013 r. poz. 200 oraz Dz.U. z 2015 r. poz. 1636, Zbiory danych państwowego rejestru nazw geograficznych -2025-06-15 | | | | |

## Ochrona przyrody
- Rezerwat przyrody Jezioro Krasne
- Rezerwat przyrody Osiedle Kormoranów
- Rezerwat przyrody Przytoń

## Sąsiednie gminy
Człuchów, Koczała, Konarzyny, Lipnica, Rzeczenica